# Крёстная семья
«Крёстная семья» — российская рэп-группа из Ставрополя, образованная Николаем Куксовым («Ю Рич») и Романом Молотковым в январе 2002 года. Коллектив работал в жанре бандитский рэп. За музыку отвечали Вячеслав (Зёма) и Владимир Суязов («Бобас»), а тексты каждый писал себе сам.
Группа дебютировала с песней «Ролексы» в эфире ночной программы «Фристайл» на «Нашем радио» 15 апреля 2003 года. Была одним из ведущих артистов лейбла Respect Production с 2003 по 2007 год, где вышло три альбома: «Пираньи» (2003), «Для братана» (2004) и «Жизнь или кошелёк» (2005). Все альбомы были выбраны одними из «Лучших хип-хоп-альбомов года» на церемонии Hip-Hop.Ru Awards.
В 2007 году группа распалась: автор проекта «Крёстная семья» Николай Куксов стал депутатом города Невинномысск, а Роман Молотков продолжил заниматься клубным и ресторанным бизнесом в Ставрополе. В 2010 году группа воссоединилась (Роман, Бобас, Юра) благодаря участию Басты в видеоклипах на «Жульбаны» и «Отмели» (2011). В 2011 году вышел альбом ремиксов «Свежее мясо» (Mixed by DJ Хобот & DJ Superman). В 2016 году «Ю Рич» (U-Rich) при участии диджея Зёмы выпустил три части микстейпа «Топорная работа», а в 2017 году — «Виллы» и «Яблоки». В 2017 году «Крёстная семья» (Роман и Бобас) выпустила четвёртый альбом под названием #Атдуши.

## История
Группа «Крёстная семья» была образована в Ставрополе в январе 2002 года двумя 30-летними бизнесменами Николаем Куксовым («Ю Рич») и Романом Молотковым, владельцами клубного заведения в городе, закалёнными жизнью в криминальным мире. 31 декабря 2001 года Молотков подарил Куксову компакт-диск группы «Каста» с ещё неизданным альбомом «Громче воды, выше травы», услышав который они решили записать альбом в том же духе. За три дня они построили в квартире Куксова студию под названием «Грязный стиль». Музыку для альбома создали диджей Зёма, который работал у них в клубе, и Владимир Суязов («Бобас»), а звук писал звукорежиссёр Илья Ювелир. В его основе лежал хип-хоп: рэп-речитатив, семплы (в основном советская эстрада), криминальная тематика. Тексты песен отчасти биографичны с небольшой долей преувеличения и посвящены их знакомым предпринимателям с целью посмотреть на себя со стороны и измениться.
В конце января 2003 года компакт-диск с первым альбомом удалось передать Шыму. В итоге диск с домашними записями «Крёстной семьи» попал в руки Влади, который и помог заключить группе контракт с московским лейблом Respect Production. 31 марта открылся официальный сайт группы по адресу www.piranya.com, где помимо первых двух альбомов был выложен сольный трек Владимира Суязова («Бобас») под названием «Для чего».
Группа «Крёстная семья» дебютировала с песней «Ролексы» в эфире ночной программы «Фристайл» на «Нашем радио» 15 апреля 2003 года (выпуск № 10). Группу представили Хамиль и Влади из группы «Каста». 30 июля там прозвучала новая композиция «Ветер» (выпуск № 25), 30 сентября — «Милли000.000ны» (выпуск № 34), а 2 декабря — «Любит горячих» (выпуск № 43).
25 июля 2003 года лейбл Respect Production с помощью дистрибьюторской компании CD Land выпустил дебютный альбом «Крёстной семьи» — «Пираньи». Релиз состоит из 15 треков (13 композиций и двух скитов «Кузми4» в исполнении «Ю Рича»), записанных в ставропольской студии «Грязный стиль» весной 2002 года. По словам Николая Кускова («Ю Рич»), Кузьмич — это прообраз простого человека, который наказывает, и его образ был взят с человека, который действительно существовал. Продвигать такой материал лейблу было сложно: для такого рэпа с элементами шансона ещё не было сцены, а радио «Шансон» отказалось брать материал из-за присутствия рэпа. Статьи о группе в журналах «ОМ» и «Афиша» не помогли песням про бандитов дойти до своей аудитории.

Про «Крёстную семью» Шым из «Касты» говорит коротко: «Это бомба». Отцы «Семьи» – два серьёзных человека в чёрном, Николай и Роман. «Мы начали делать музыку для старших братьев», – сообщает Роман, интеллигентно теребя бороду. Братья слушают «Семью» в машинах, на тренировках. «На похоронах слушают, – вставляет Николай и тут же добавляет. – Шутка». «Крёстная семья» – большие шутники. Советуют купить братану «ролексы». Объясняют: в гости пришёл рэкет. Убедительно, не по сериалу «Менты», разыгрывают сцену заказного убийства и рекомендуют: «Сходи-ка лучше в церковь и помолись там Богу», – крайне серьёзно рекомендуют. Рядом Кавказ, «отвёртка в пузо» – не просто яркий образ. «Браза» значит «брат», «гангста» значит «за своё нечаянно будешь бит отчаянно». Они жёстче и взрослее ростовской «Касты», у них свой клубный бизнес в Ставрополе, свои друзья-коллеги в масках: Зёма, Бобос, Ювелир – и недвусмысленный вопрос в глазах: «Ну что ты будешь делать, когда к тебе припрутся плохие пацаны?»
— Григорий Гольденцвайг (журнал «Афиша», 4 августа 2003 года)
12 ноября 2003 года на сайте xx-style.ru вышло первое интервью с группой под названием «Плохие пацаны?». 8 декабря 2003 года Respect Production выпустил сборник «Наши люди-2003», в котором оказалась песня «Кто припёрся?» (музыка и слова: Крёстная семья. Студия «Грязный стиль», Ставрополь, 2003). 17 декабря «Крёстная семья» впервые вышла на сцену на втором по счёту хип-хоп-фестивале «Наши люди» на малой спортивной арене «Лужники», где хедлайнером был заявлен Fredro Starr из группы Onyx. Концерт посетило 4 тысячи зрителей.
11 марта 2004 года лейбл Respect Production с помощью дистрибьюторской компании CD Land выпустил второй альбом «Крёстной семьи» — «Для братана». Релиз состоит из 23 треков (18 композиций и пяти скитов «Кузми4» в исполнении «Ю Рича»), записанных в ставропольской студии «Грязный стиль» в период с осени 2002 по апрель 2003 года. Альбом продолжил линию, начатую «Пираньями», однако оказался на голову выше, показав группу с новой стороны. 13 декабря на сайте Rap.ru вышло второе интервью с группой под названием «Этот стиль грязный».
6 декабря 2005 года лейбл Respect Production с помощью дистрибьюторской компании CD Land выпустил третий альбом «Крёстной семьи» — «Жизнь или кошелёк». Релиз состоит из 26 треков (22 композиций, четырёх скитов «Кузми4» в исполнении «Ю Рича», а также скита «Петручо»), записанных в ставропольской студии «Грязный стиль» в период с осени 2003 по июнь 2005 года. На обложке появились лица двух участников группы: Роман Молотков и Владимир Суязов («Бобас»). Сам альбом продолжил начатую линию двух предыдущих альбомов, во многом улучшив как музыкальную, так и текстовую составляющую. Получив положительные рецензии, он укрепил и расширил популярность «Крёстной семьи» в России. В его поддержку был снят видеоклип на трек «Патинахате», который имел успех в Da Chart’е телеканала «Муз-ТВ», продержавшись в хит-параде почти пять месяцев.
Некоторые организаторы концертов начали интересоваться проектом. 28 апреля 2006 года участники «Крёстной семьи» (Роман, Бобас, Джиган, а также корреспондент Багз из Respect Production), дали концерт в Камчатской области.
Осенью 2005 года группа записала песню «Беспризорная» для саундтрека к фильму «Сволочи», выпущенного в марте 2006 года. В 2006 году записала совместный трек с турком Араш «Baskon / Восточный братишка».
16 мая 2006 года лейбл Respect Production с помощью дистрибьюторской компании CD Land выпустил макси-сингл «По приколу» группы «Каста». В релиз вошёл трек «Номерок» («Крёстная семья», Влади). В сюжете приблатнённый юноша, которому отец подарил дорогой джип с номерами «777», встречает на трассе махрового дьявола ГАИ.
В 2007 году основатель группы Николай Куксов («Ю Рич») покинул группу и начал заниматься законотворческой деятельностью в городской думе Невинномысска.
В марте 2009 года группа «Каста» выпустила анимационный видеоклип на песню «Номерок» (режиссёр: Гамзат Исаев).
В 2010 году «Семья» в обновлённом составе (Роман, Бобас, Юра) неожиданно активизируется благодаря участию Басты. С ним выходят видеоклипы на «Жульбаны» и «Отмели» (2011). 18 мая 2010 года Хамиль и Змей выпустили альбом «ХЗ», который содержит трек «Шу-бу-дам» (уч. «Крёстная семья», Искра). Участники группы решили возобновить концертную деятельность, выступив в московском клубе IKRA 8 августа.
19 мая 2011 года DJ Хобот организовал выход альбома ремиксов «Свежее мясо» (альбом ремиксов от DJ Хобот’a & DJ Superman’a). Альбом был выложен на сайт ThankYou.ru для бесплатного легального скачивания. Каждый желающий мог заплатить артистам за их альбом столько, сколько посчитал нужным. Также «Крёстная семья» приняла участие в работе над саундтреком к фильму «Выкрутасы» (2011).
В 2016 году экс-участник и основатель группы Николай Куксов («Ю Рич», U-Rich) занялся сольным творчеством и при участии диджея Зёмы выпустил микстейп «Топорная работа», а в октябре вышло его продолжение. 18 октября 2016 года он выпустил дисс-трек «Крысиная семья», адресованный бывшим коллегам по группе. Свой поступок он прокомментировал изданию The Flow так: «То, что сегодня выпускается под маркой к7я — вопрос отсутствия совести и людских качеств». 23 января 2017 года вышла третья часть микстейпа «Топорная работа», в котором много крови, насилия и широкой улыбки. 19 июня 2017 года U-Rich выпустил 8-трековый микстейп «Виллы ч.1», а к концу года издал 6-трековый проект «Яблоки». 11 февраля 2021 года увидел свет 18-трековый релиз «Вилы / Фонари. Часть 1: Вкус власти».
23 марта 2017 года после длительного творческого перерыва группа выпустила новый альбом «Атдуши», сопроводив его видеоклипами на треки «Пацаны» (2016), «#Простоялюблюалкоголь» (2017) и «Года бегут» (2017).
3 июля 2018 года вышел видеоклип на новый сингл «Коплю на Феррари», в котором снялись Баста и Киевстонер в роли таксиста. 31 октября вышла совместная песня Ноггано и «Крестной семьи» — «Волга», снабжённая видеорядом.

## Критика
12 сентября 2003 года редактор сайта xx-style.ru RapperX в рецензии на альбом «Пираньи» отметил высокое качество продакшена альбома, PR-составляющую (загадочность конкретных людей, составляющих голос и лицо проекта), а в текстах собраны и обговорены все положенные штампы стиля за исключением наркоты. Подобно релизам американского гангста-рэпа в «Пираньях» есть мат (в скитах «Кузми4» и треке «Пиши перо»), альбом начинается скитом-интро и заканчивается скитом-аутро, в треклисте присутствует преднамеренное искажение написания слов («Йагодавалына», «Б.Т.В.П», «милли000.000ны»), а в музыке используются семплы старых «классических» родных поп-хитов («Лаванда», «Миллионы алых роз», из кинофильма «Генералы песчаных карьеров»). Этот альбом первым может проломиться в русский поп-мейнстрим, оставшись бандитским рэпом.
В 2003 году в сентябрьском номере журнала «ОМ» обозреватель Андрей Бухарин в своей рецензии альбома «Пираньи» отметил, что «Крёстная семья» более изобретательна в семплировании и более иронична в текстах, чем «Каста».
В 2003 году в ноябрьском номере журнала Play музыкальный критик Алексей Мажаев отметил в альбоме «Пираньи» криминальный опыт участников группы, в текстах которых встречаются слова «пацаны», «братаны», «общак», «лавэ». Всё чувство юмора «семьи» сосредоточено в двух треках с одинаковым названием «Кузми4», где хриплый мужик сильно матерится. В музыкальном вкусе Мажаев заметил дефицит остроумных идей и ярких мелодий, есть лишь семплы «Лаванды» и «Миллиона алых роз».
В 2004 году в июньском номере журнала Play музыкальный критик Алексей Мажаев, рецензируя альбом «Для братана», назвал рэперов из Ставрополя русскими первопроходцами стиля «бандитский рэп». В треках группа воспевает «брутальную бандитскую эстетику», дополняя её матерными монологами Кузьмича.
В 2005 года в июльском номере журнала Rolling Stone Russia обозреватель Андрей Бухарин поставил альбому «Жизнь или кошелёк» четыре звезды из пяти, отметив, что группа вернулась «к своим ёрническим, остроумным криминальным хип-хоп-частушкам — на этот раз с отчётливым латино-американским колоритом и аккордеоном как главным живым инструментом».
19 декабря 2005 года главный редактор портала Rap.ru Андрей Никитин, рецензируя альбом «Жизнь или кошелёк», упомянул о творчестве группы с ярлыком «бандитский рэп», чьи участники стали более требовательны к слову. Также Никитин отметил качественное звучание в треклисте, где песни органично переходят одна в другую: нет влияния семплов, много аккордеона, шансон идёт рука об руку с модным клубным рэпом.
В 2015 году главный редактор портала The Flow Андрей Никитин в рамках проекта «Beats&Vibes: 50 главных событий в русском рэпе» посвятил статью группе, в которой «Крёстная семья» была упомянута как «самобытная группа, появившаяся в городе, где шансону места до сих пор больше, чем рэпу».

### Рейтинги
16 января 2004 года альбом «Пираньи» группы «Крёстная семья» занял 8 место в номинации «Лучший альбом 2003 года» на первой ежегодной церемонии Hip-Hop.Ru Awards 2003 по результатам голосования пользователей сайта Hip-Hop.Ru. Помимо этого альбом занял второе место в номинации «Лучший дебют 2003 года».
12 февраля 2005 года альбом «Для братана» группы «Крёстная семья» занял 12 место в номинации «Лучший хип-хоп-альбом 2004 года» на второй ежегодной церемонии Hip-Hop.Ru Awards 2004 по результатам голосования пользователей сайта Hip-Hop.Ru.
12 февраля 2006 года альбом «Жизнь или кошелек» группы «Крёстная семья» занял 16 место в номинации «Лучший хип-хоп-альбом 2005 года» на третьей ежегодной церемонии Hip-Hop.Ru Awards 2005 по результатам голосования пользователей сайта Hip-Hop.Ru.

## Дискография

### Студийные альбомы
- 2003 — Пираньи
- 2004 — Для братана
- 2005 — Жизнь или кошелёк
- 2017 — #Атдуши

### Прочие релизы
- 2008 — Грязный стиль (неофициальный сетевой бутлег)
- 2009 — Ничего личного (бутлег)
- 2011 — Свежее мясо (альбом ремиксов от DJ Хобот’a & DJ Superman’a)
- 2011 — Неизданное (Компиляция, была переиздана в 2020 году)
- 2016 — Нимасква (demo) выложенные в соцсеть ВК черновики 2009 года Николаем Куксовым (Ю Рич) в декабре 2016 года.

### Участие в саундтреках
- 2009 — Антикиллер 3 — «Антикиллер»
- 2011 — Выкрутасы — «Жульбаны»

## Видеоклипы
- 2006 — Пати на хате
- 2009 — Номерок (совместно с группой «Каста»)
- 2011 — Жульбаны (при участии Ноггано)
- 2011 — Отмели (при участии N1nt3ndo)
- 2016 — Пацаны
- 2017 — #Простоялюблюалкоголь
- 2011 — Года бегут
- 2018 — Коплю на феррари
- 2018 — Волга (при участии Ноггано)